# USS Guavina (SS-362)
USS Guavina (SS/SSO/AGSS/AOSS-362) là một tàu ngầm lớp Gato từng phục vụ cùng Hải quân Hoa Kỳ trong Chiến tranh Thế giới thứ hai. Nó là chiếc tàu chiến duy nhất của Hải quân Hoa Kỳ được đặt cái tên này, theo tên một loài thuộc họ Cá bống đen. Nó đã phục vụ trong suốt Thế chiến II, thực hiện tổng cộng sáu chuyến tuần tra, đánh chìm sáu tàu Nhật Bản với tổng tải trọng 24.336 tấn. Được cho ngừng hoạt động sau khi xung đột chấm dứt vào năm 1946, nó được huy động trở lại để tiếp tục phục vụ trong giai đoạn Chiến tranh Lạnh từ năm 1950 đến năm 1959, lần lượt được xếp lại lớp như một tàu ngầm tiếp dầu SSO-362, rồi như một tàu ngầm phụ trợ AGSS-362, và như một tàu ngầm tiếp dầu AOSS-362. Con tàu cuối cùng bị đánh chìm như một mục tiêu vào năm 1967. Guavina được tặng thưởng năm Ngôi sao Chiến trận do thành tích phục vụ trong Thế Chiến II.

## Thiết kế và chế tạo
Lớp tàu ngầm Gato được thiết kế cho mục đích một tàu ngầm hạm đội nhằm có tốc độ trên mặt nước cao, tầm hoạt động xa và vũ khí mạnh để tháp tùng hạm đội chiến trận. Con tàu dài 311 ft 9 in (95,02 m) và có trọng lượng choán nước 1.525 tấn Anh (1.549 t) khi nổi và 2.424 tấn Anh (2.463 t) khi lặn. Chúng trang bị động cơ diesel dẫn động máy phát điện để cung cấp điện năng cho bốn động cơ điện, đạt được công suất 5.400 shp (4.000 kW) khi nổi và 2.740 shp (2.040 kW) khi lặn, cho phép đạt tốc độ tối đa 21 hải lý trên giờ (39 km/h) và 9 hải lý trên giờ (17 km/h) tương ứng. Tầm xa hoạt động là 11.000 hải lý (20.000 km) khi đi trên mặt nước ở tốc độ 10 hải lý trên giờ (19 km/h) và có thể hoạt động kéo dài đến 75 ngày và lặn được sâu tối đa 300 ft (90 m).
Lớp tàu ngầm Gato được trang bị mười ống phóng ngư lôi 21 in (530 mm), gồm sáu ống trước mũi và bốn ống phía phía đuôi tàu, chúng mang theo tối đa 24 quả ngư lôi. Vũ khí trên boong tàu gồm một hải pháo 3 inch/50 caliber, và thường được tăng cường một khẩu pháo phòng không Bofors 40 mm nòng đơn và một khẩu đội Oerlikon 20 mm nòng đôi, kèm theo súng máy .50 caliber và .30 caliber. Tiện nghi cho thủy thủ đoàn bao gồm điều hòa không khí, thực phẩm trữ lạnh, máy lọc nước, máy giặt và giường ngủ cho hầu hết mọi người, giúp họ chịu đựng cái nóng nhiệt đới tại Thái Bình Dương cùng những chuyến tuần tra kéo dài đến hai tháng rưỡi.
Guavina thoạt tiên được đặt hàng như một tàu ngầm lớp Balao với thiết kế được cải tiến, nhưng hãng đóng tàu Manitowoc Shipbuilding Company đã không nhận được bản vẽ từ công ty Electric Boat kịp thời để chế tạo. Vì vậy nó cùng với các chiếc Golet, Guitarro và Hammerhead được đóng theo thiết kế cũ của lớp Gato. Guavina được đặt lườn tại xưởng tàu của hãng Manitowoc ở Manitowoc, Wisconsin vào ngày 3 tháng 3, 1943. Nó được hạ thủy vào ngày 29 tháng 8, 1943, được đỡ đầu bởi cô Marie Roen, và được cho nhập biên chế cùng Hải quân Hoa Kỳ vào ngày 23 tháng 12, 1943 dưới quyền chỉ huy của Hạm trưởng, Thiếu tá Hải quân Carl Tiedeman.

## Lịch sử hoạt động

### 1944
Sau khi hoàn tất việc chạy thử máy của xưởng tàu tại hồ Michigan, Guavina được chất lên một sà lan để được kéo dọc theo sông Mississippi từ Manitowoc đến New Orleans, Louisiana, đến nơi vào ngày 24 tháng 1, 1944. Sau khi hoàn tất việc chạy thử máy huấn luyện ngoài khơi New Orleans và tại vùng kênh đào Panama, chiếc tàu ngầm chuẩn bị để được điều động sang khu vực Mặt trận Thái Bình Dương. Nó băng qua kênh đào và đi đến Trân Châu Cảng thuộc quần đảo Hawaii vào ngày 5 tháng 4.

#### Chuyến tuần tra thứ nhất
Khởi hành từ Trân Châu Cảng vào ngày 6 tháng 4 cho chuyến tuần tra đầu tiên, vào ngày 22 tháng 4, Guavina đánh chìm hai tàu đánh cá bằng hải pháo, rồi ba ngày sau đó đã phóng ngư lôi gây hư hại cho một tàu buôn. Đến ngày 26 tháng 4, nó tấn công một đoàn bảy tàu buôn, phóng ngư lôi đánh chìm chiếc Noshiro Maru (2.333 tấn) gần như ngay lập tức sau ba vụ nổ lớn. Nó cũng đánh trúng một tàu buôn khác nhưng không thể xác nhận kết quả do phải lặn sâu để lẩn tránh phản công bằng mìn sâu của tầu hộ tống đối phương. Chiếc tàu ngầm sau đó hoạt động tìm kiếm và giải cứu chung quanh đảo Wake phục vụ cho chiến dịch không kích xuống đảo này từ ngày 21 đến ngày 26 tháng 5, rồi quay trở về căn cứ Majuro vào ngày 28 tháng 5.

#### Chuyến tuần tra thứ hai
Trong chuyến tuần tra thứ hai từ ngày 20 tháng 6 đến ngày 31 tháng 7, Guavina xuất phát từ Majuro, và đến trưa ngày 3 tháng 7 đã phát hiện một tàu lớn được bốn tàu hộ tống bảo vệ. Nó theo dõi mục tiêu mãi cho đến 03 giờ 48 phút sáng ngày hôm sau, khi đi đến vị trí thuận lợi và phóng bốn quả ngư lôi, trúng đích được ba quả và gây một vụ nổ lớn. Trong suốt ba giờ sau đó nó phải lặn sâu ở chế độ im lặng để né tránh 18 quả mìn sâu và tám quả bom ném xuống phản công, rồi trồi lên mặt nước lúc 06 giờ 43 phút để xác nhận tàu chở hành khách Tama Maru (3.052 tấn) đã bị đánh chìm. Sau đó khi hoạt động tìm kiếm và giải cứu ngoài khơi đảo Yap từ ngày 2 đến ngày 21 tháng 7, nó đã cứu vớt tổng cộng 12 thành viên các đội bay máy bay ném bom Không lực Lục quân B-24 Liberator, rồi hướng về căn cứ Brisbane, Australia ngang qua Seeadler Harbor thuộc quần đảo Admiralty.

#### Chuyến tuần tra thứ ba
Trong chuyến tuần tra thứ ba từ ngày 16 tháng 8 đến ngày 29 tháng 9 dọc theo bờ biển Mindanao của Philippines, vào ngày 31 tháng 8, Guavina đã truy đuổi hai tàu hơi nước nhỏ và phá hủy chúng tại vị trí mắc cạn gần bờ bằng hải pháo. Sau một giai đoạn hoạt động tìm kiếm và giải cứu, đến ngày 15 tháng 9, nó phóng một loạt ba quả ngư lôi vào một tàu vận tải (khoảng 1.500 tấn) đang thả neo; khi chỉ có một quả trúng đích, nó phóng bồi thêm ba quả và ghi thêm hai phát trúng đích. Mục tiêu này cần thêm hai quả ngư lôi nữa mới bị phá hủy hoàn toàn.

#### Chuyến tuần tra thứ tư
Rời Brisbane vào ngày 27 tháng 10, Guavina hướng sang khu vực biển Đông cho chuyến tuần tra thứ tư. Trong đợt tấn công đêm 15 tháng 11, một quả ngư lôi phóng trúng đích đã gây ra một vụ nổ lớn, cho thấy mục tiêu là một tàu chở dầu đang chở xăng máy bay, một quả ngư lôi thứ hai đã đánh chìm hoàn toàn mục tiêu. Tàu chở dầu Dowa Maru (1.916 tấn) tiếp tục trở thành nạn nhân của nó vào ngày 22 tháng 11. Chiếc tàu ngầm kết thúc chuyến tuần tra khi quay trở về Perth, Australia vào ngày 27 tháng 12.

### 1945

#### Chuyến tuần tra thứ năm
Trong chuyến tuần tra thứ năm từ ngày 23 tháng 1 đến ngày 5 tháng 3, 1945, Guavina hoạt động trong thành phần một đội tấn công phối hợp "Bầy sói" vốn bao gồm các tàu ngầm Pampanito (SS-383), Becuna (SS-319) và Blenny (SS-324). Sự phối hợp chứng tỏ có hiệu quả khi vào ngày 6 tháng 2, nhờ thông tin từ Pampanito, Guavina đã đánh chìm tàu chở dầu Taigyo Maru (6.892 tấn); như thường lệ nó phải lặn sâu ở chế độ im lặng để né tránh phản công từ những tàu hộ tống. Sang ngày hôm sau nó tiếp tục phối hợp với Pampanito, khi bắn bốn quả pháo sáng giúp đánh lạc hướng những tàu tuần tra trong khi tàu ngầm bạn tiếp cận tấn công và tiêu diệt mục tiêu. Sau khi phóng ngư lôi đánh chìm tàu chở dầu Eiyo Maru (8.673 tấn) vào ngày 20 tháng 2, Guavina buộc phải ẩn nấp dưới đáy biển ở độ sâu 130 foot (40 m) khi chịu đựng một trong những đợt phản công ác liệt nhất, với 98 quả mìn sâu và bom được ném xuống trong vòng bảy giờ tiếp theo. Bị hư hại, chiếc tàu ngầm lên đường đi sang vịnh Subic, Philippines để sửa chữa, đến nơi vào ngày 5 tháng 3.

#### Chuyến tuần tra thứ sáu
Trong chuyến tuần tra thứ sáu từ ngày 21 tháng 3 đến ngày 8 tháng 5, Guavina tiếp tục hoạt động phối hợp trong thành phần một đội "Bầy sói" bao gồm Rock (SS-274), Cobia (SS-245) và Blenny tại khu vực biển Đông. Do thiếu vắng những mục tiêu tiềm năng, nó chỉ cứu vớt năm thành viên một đội bay B-25 Mitchell vào ngày 28 tháng 3 trước khi quay trở về Trân Châu Cảng vào ngày 8 tháng 5. Nó tiếp tục quay trở về vùng bờ Tây để được đại tu, rồi khởi hành từ San Francisco vào ngày 6 tháng 8 để quay trở lại khu vực quần đảo Hawaii. Con tàu vẫn đang trên đường đi khi Nhật Bản chấp nhận đầu hàng vào ngày 15 tháng 8, giúp chấm dứt vĩnh viễn cuộc xung đột. Quay trở lại Xưởng hải quân Mare Island, chiếc tàu ngầm được cho xuất biên chế vào ngày 8 tháng 6, 1946 và được đưa về Hạm đội Dự bị Thái Bình Dương.

### 1949 - 1959
Từ tháng 3, 1949, Guavina trải qua đợt đại tu và cải biến tại Xưởng hải quân Mare Island theo đề án SCB 39 để trở thành một tàu ngầm tiếp dầu, đồng thời cũng được trang bị ống hơi. Nó nhập biên chế trở lại như là chiếc SSO-362 tại Xưởng hải quân Mare Island vào ngày 1 tháng 2, 1950.  Sau khi hoạt động dọc theo vùng bờ Tây, con tàu di chuyển sang vùng bờ Đông từ ngày 24 tháng 7 đến ngày 25 tháng 8, đi ngang qua vùng kênh đào Panama và San Juan, Puerto Rico để đến Norfolk, Virginia. Nó được đại tu tại Xưởng hải quân Philadelphia trước khi đi đến cảng nhà mới Key West, Florida vào ngày 29 tháng 1, 1951.
Từ căn cứ Key West, Guavina hoạt động tại vùng biển Caribe và dọc theo bờ biển Đại Tây Dương cho đến Nova Scotia để thử nghiệm về khái niệm tiếp dầu cho thủy phi cơ và cho các tàu ngầm khác, cho dù phần lớn hoạt động diễn ra trong vịnh Mexico và eo biển Florida. Sau khi được đại tu tại Xưởng hải quân Philadelphia từ ngày 18 tháng 4 đến ngày 26 tháng 7, 1952, nó được xếp lại lớp như một tàu ngầm phụ trợ và mang ký hiệu lườn mới AGSS-362.

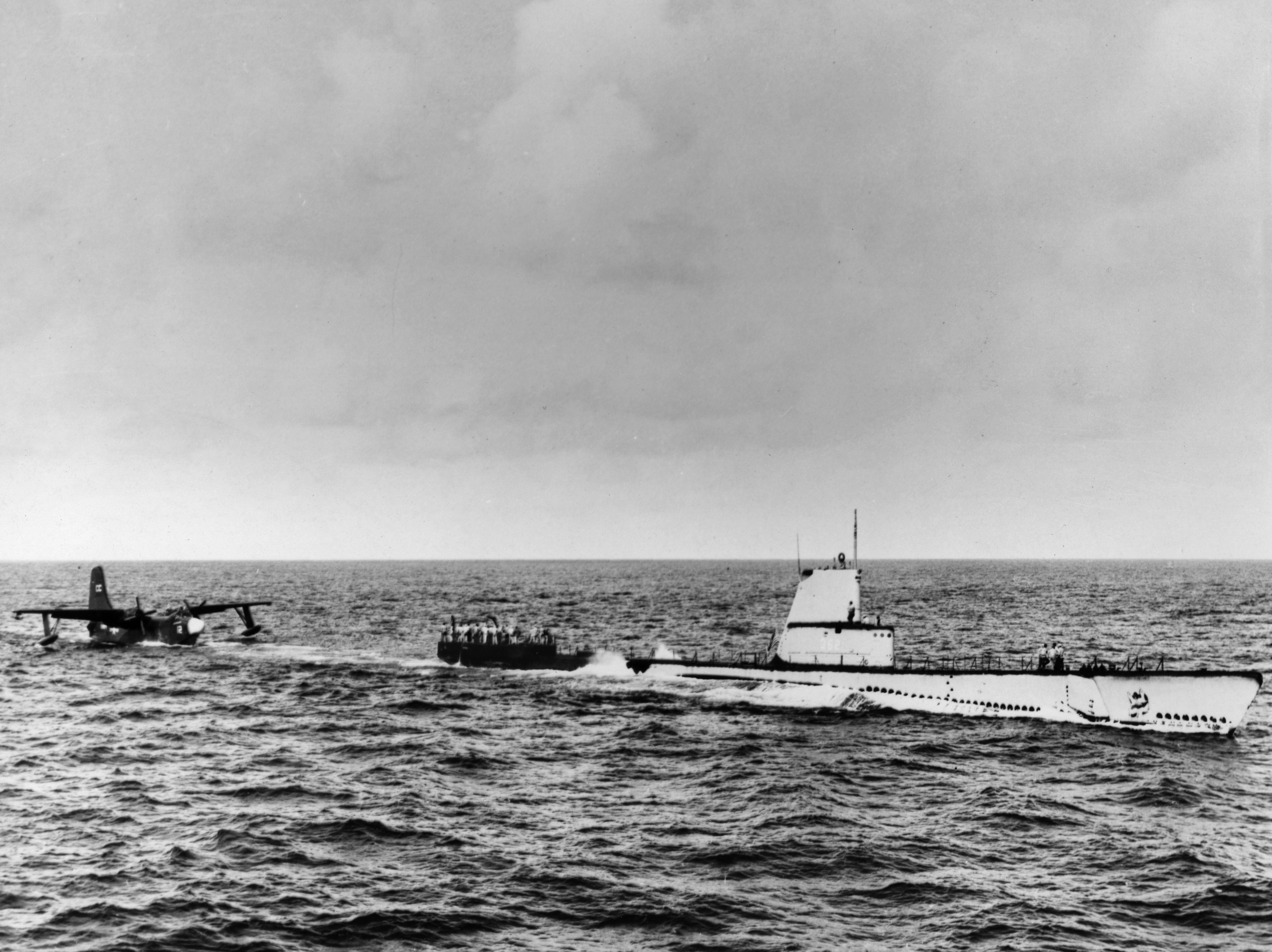
Guavina (AGSS-362) đang tiếp nhiên liệu cho một thủy phi cơ P5M Marlin ngoài khơi Norfolk, Virginia, năm 1955

Sau thêm hai năm hoạt động, Guavina có thêm một lượt đại tu tại Philadelphia; và để giúp vào hoạt động tiếp nhiên liệu, nó được bổ sung một sàn nâng cao bên trên phòng ngư lôi phía đuôi, mang tên lóng là "sàn đáp" (flight deck). Với kế hoạch sử dụng tàu ngầm để tiếp nhiên liệu cho kiểu thủy phi cơ mới P6M SeaMaster trang bị động cơ phản lực, chiếc tàu ngầm được cải biến để có thể vận chuyển 160.000 gallon xăng máy bay.
Từ tháng 1, 1956, Guavina bắt đâu thử nghiệm tiếp nhiên liệu di động cho thủy phi cơ từ tàu ngầm tiếp dầu,tiến hành thử nghiệm với nhiều kiểu thủy phi cơ khác nahu trong suốt năm 1956. Khởi hành từ Charleston, South Carolina vào ngày 18 tháng 9, chiếc tàu ngầm đi sang khu vực Địa Trung Hải cho một lượt hoạt động kéo dài hai tháng cùng Đệ Lục hạm đội và Liên đội Tuần tra 56. N8 quay trở về Key West vào ngày 1 tháng 12, và được đại tu tại Xưởng hải quân Charleston.
Hoàn tất công việc trong xưởng tàu vào ngày 12 tháng 7, 1957, Guavina cũng được xếp lại lớp với ký hiệu lườn mới AOSS-362, rồi tiếp tục một loạt thử nghiệm những khái niệm mới trong việc tiếp nhiên liệu di động cho thủy phi cơ từ tàu ngầm. Nó hoạt động chủ yếu tại vùng biển Caribe và dọc bờ Đông từ khu vực New London cho đến Bermuda. Ngoài ra nó cũng tham gia thực hành chống tàu ngầm và huấn luyện thường lệ trong thời bình.
Đang khi hoạt động tại vùng biển Bahamas vào ngày 16 tháng 2, 1958, Guavina thả neo ngoài khơi đảo San Salvador, nhưng trong đêm đó bị gió to và biển động mạnh khiến chiếc tàu ngầm bị mắc cạn. Phải mất nhiều ngày nỗ lực của các tàu trục vớt và cứu hộ Petrel (ASR-14) và Escape (ARS-6) cùng các tàu kéo hạm đội Shakori (ATF-162) và Allegheny (ATA-179), chiếc tàu ngầm mới được đưa ra khỏi nơi mắc cạn.
Đi đến Xưởng hải quân Charleston vào ngày 4 tháng 1, 1959, rồi Guavina được cho xuất biên chế vào ngày 27 tháng 3, 1959, và được đưa về thành phần dự bị. Con tàu được Quân khu Hải quân 5 sử dụng như tàu huấn luyện tại Baltimore, Maryland cho nhân sự thuộc Hải quân Dự bị Hoa Kỳ, cho đến khi được cho rút tên khỏi danh sách Đăng bạ Hải quân vào ngày 30 tháng 6, 1967. Nó cuối cùng bị đánh chìm như một mục tiêu bởi một ngư lôi Mark 16 phóng từ tàu ngầm Cubera (SS-347) ngoài khơi mũi Henry, Virginia vào ngày 14 tháng 11, 1967.

## Phần thưởng
Guavina được tặng thưởng năm Ngôi sao Chiến trận do thành tích phục vụ trong Thế Chiến II. Nó được ghi công đã đánh chìm sáu tàu Nhật Bản với tổng tải trọng 24.336 tấn.
|  |             |  |
|  | Silver star |  |

| Dãi băng Hoạt động Tác chiến  |                                                                         |                                      |
| Huân chương Chiến dịch Hoa Kỳ | Huân chương Chiến dịch Châu Á-Thái Bình Dương với 5 Ngôi sao Chiến trận | Huân chương Chiến thắng Thế Chiến II |